# Жіана (комуна)
Жіана (рум. Jiana) — комуна у повіті Мехедінць в Румунії. До складу комуни входять такі села (дані про населення за 2002 рік):
- Денчеу (1339 осіб)
- Жіана-Веке (1101 особа)
- Жіана-Маре (914 осіб)
- Жіана (792 особи)
- Чороборень (945 осіб)

Комуна розташована на відстані 268 км на захід від Бухареста, 26 км на південь від Дробета-Турну-Северина, 87 км на захід від Крайови.

## Населення
За даними перепису населення 2002 року у комуні проживала 5091 особа.
Національний склад населення комуни:
| Національність | Кількість осіб | Відсоток |
| -------------- | -------------- | -------- |
| румуни         | 4393           | 86,3%    |
| цигани         | 694            | 13,6%    |
| німці          | 2              | < 0,1%   |
| угорці         | 1              | < 0,1%   |
| українці       | 1              | < 0,1%   |

Рідною мовою назвали:
| Мова      | Кількість осіб | Відсоток |
| --------- | -------------- | -------- |
| румунська | 5009           | 98,4%    |
| циганська | 80             | 1,6%     |
| угорська  | 1              | < 0,1%   |
| німецька  | 1              | < 0,1%   |

Склад населення комуни за віросповіданням:
| Релігія        | Кількість осіб | Відсоток |
| -------------- | -------------- | -------- |
| православні    | 4939           | 97,0%    |
| п'ятдесятники  | 142            | 2,8%     |
| римо-католики  | 4              | 0,1%     |
| адвентисти     | 4              | 0,1%     |
| греко-католики | 1              | < 0,1%   |
| баптисти       | 1              | < 0,1%   |